# Coves de Campanet
Les Coves de Campanet estan situades al vessant sud del puig de Sant Miquel, a la Serra de Tramuntana, al nord de Mallorca. Tenen una superfície aproximada de 3.200 m² i un recorregut proper als 400 m. Es desenvolupen a una mitjana de 50 m sota la superfície del terreny i creen un buit d'uns 16.000 m³. La seva visita, d'uns 40 minuts de durada, transcorre per diverses galeries i sales, algunes de les quals presenten embassaments d'aigua. Aquestes sales tenen noms tan suggerents com: sala romàntica, sala del llac, castell encantat, sala de la palmera, cascada sonora, entre d'altres.
Les coves destaquen per la delicadesa i exuberància dels seus dipòsits calcaris en forma d'estalactites i estalagmites, també denominades espeleotemes pels geòlegs. A més de la rica ornamentació natural, diversos aspectes han atret també l'atenció de científics i naturalistes. Per exemple, durant les obres de condicionament de les coves es trobaren restes fòssils de Myotragus balearicus, una espècie de bòvid endèmic de Mallorca i Menorca, extingit fa uns 4.000 anys amb l'arribada de l'home a les nostres illes.